# رحبة الحسني
رحبة الحسني قرية من قرى محافظة خيبر في منطقة المدينة المنورة في السعودية، تقع شمال المدينة المنورة 

## التاريخ
سُميت بهذا الإسم نظرًا لأول من سكنها ( حسن ) بن دغيّم من السلقا من العمارات من عنزه، 
وذرّيته إلى الأن موجوده في نجد وشرق وشمال المملكة العربية السعودية، وكذلك في دولة البحرين ومنهم أسرة آل خليفة وفي قطر 
ويطلق عليهم إسم " الحسني "